# Jezioro Trzebidzkie
Jezioro Trzebidzkie – jezioro w woj. wielkopolskim, w pow. wolsztyńskim, w gminie Przemęt, leżące na terenie Pojezierza Sławskiego.
Jezioro znajduje się na terenie Przemęckiego Parku Krajobrazowego i wraz z otaczającymi je terenami objęto je ochroną w formie faunistycznego rezerwatu przyrody „Jezioro Trzebidzkie” o powierzchni 90,71 ha. Chroni on roślinność wodną i ptaki wodno-błotne. Najcenniejszym gatunkiem chronionego ptaka jest wąsatka.
Jezioro znajduje się około 2 kilometrów na południe od wsi Bucz i w pobliżu osady Trzebidza.

## Dane morfometryczne
Powierzchnia zwierciadła wody według różnych źródeł wynosi od 26,0 ha do 26,8 ha.
Zwierciadło wody położone jest na wysokości 61,1 m n.p.m. lub 61,4 m n.p.m. Średnia głębokość jeziora wynosi 0,9 m, natomiast głębokość maksymalna 1,7 m.